# Wonderland
Wonderland (tiếng Hàn:  원더랜드 ) là một bộ phim khoa học viễn tưởng chính kịch lãng mạn của Hàn Quốc năm 2024 do Kim Tae-yong viết kịch bản và đạo diễn, với sự tham gia của Thang Duy, Bae Suzy, Park Bo-gum, Jung Yu-mi và Choi Woo-sik. Bộ phim được phát hành tại rạp vào ngày 5 tháng 6 năm 2024.

## Tóm tắt
Wonderland là một trí tuệ nhân tạo cho phép mọi người giao tiếp với những người thân yêu đã khuất của họ thông qua các cuộc gọi video mô phỏng. Jeong-in, một tiếp viên hàng không, yêu cầu được gặp người bạn trai đang hôn mê của cô là Tae-joo, trong khi Bạch Lý tham gia dịch vụ này để có thể nói chuyện với con gái mình ngay cả sau khi đã chết.

## Diễn viên

### Chính
- Thang Duy vai Bạch Lý
- Bae Suzy  vai Jeong-in
- Park Bo-gum vai Tae-joo
- Jung Yu-mi vai Hae-ri[7]
- Choi Woo-sik vai Hyeon-soo
- Gong Ji-cheol vai Song-youn

### Phụ
- Bảo Khởi Tĩnh vai mẹ của Bạch Lý
- Sung Byung-sook vai Song Jeong-ran[8]
- Choi Moo-sung vai Lee Yong-sik
- Tang Jun-sang vai Choi Jin-gu, cháu trai của Jeong-ran[8]
- Lee Eol vai bố của Hae-ri
- Kang Ae-sim vai mẹ của Hae-ri
- Jeon Su-ji vai đồng nghiệp của Jeong-in
- Darcy Paquet vai Danny

### Xuất hiện đặc biệt
- Gong Yoo vai Sung-joon[9]
- Kim Sung-ryung vai mẹ của Hyeon-soo